# Smalnäbbad dunrall
Smalnäbbad dunrall (Sarothrura watersi) är en fågel i familjen dunrallar inom ordningen tran- och rallfåglar som enbart förekommer på Madagaskar.

## Utseende och läte
Smalnäbbad dunrall är en mycket liten ralliknande fågel med en kroppslängd på endast 14-17 centimeter. Hanar är roströda, mörkare på manteln och vingarna och ljusare på strupe och bukens mitt. Honor är gråbruna, något mörkare bandad på bakre flankerna och stjärten och blekare på buken. Den skiljer sig från liknande madagaskardunrallen (S. insularis) genom att hanen saknar svart ovan och på buken, honan streckning på rygg och undersida. Lätet är ett rytmiskt upprepat "chong-ga-chonk".

## Utbredning och systematik
Fågeln förekommer i höglänta områden på östra Madagaskar. Den antas vara stannfågel i brist på bevis om några rörelsemönster. Smalnäbbad dunrall behandlas som monotypisk, det vill säga att den inte delas in i några underarter.

### Familjetillhörighet
Tidigare placerades dunrallarna bland övriga rallar i familjen Rallidae, men DNA-studier visar att de är närmare släkt med simrallar och placeras därför i en egen familj. Vissa, som Birdlife International, behåller dock dunrallarna i rallarna.

## Levnadssätt
Smalnäbbad dunrall är en vattenlevande art som är begränsad till permanenta bergsbelägna våtmarker med tätt och kort gräs och spridda samlingar av skärmag (Cyperus) och säv (Schoenoplectus). Den föredrar våtmarker med intilliggande gräsmarker eller till och med risfält, nära regnskog mellan 950 och 1.800 meters höjd. Födan är okänd.
Fågeln är mycket svår att få syn på och avslöjar sig i princip enbart genom sitt rätt ljudliga och karakteristiska läte. Den hörs mest frekvent mellan oktober och februari, vilket skulle tyda på att den häckar under regnsäsongen. I övrigt är inget känt om dess häckningsbeteende, liksom dess föda.

## Status
Internationella naturvårdsunionen IUCN kategoriserar arten som nära hotad, baserat på en mycket liten och fragmenterad världspopulation på maximalt 1000 individer som tros minska till följd av omvandling av dess levnadsmiljö till risfält.

## Namn
Fågelns vetenskapliga artnamn hedrar Thomas Waters (eller Watters, 1840-1904), brittisk konsul i Östafrika och samlare av specimen på Madagaskar.